# Dambořice
Dambořice (en allemand : Damborschitz) est une commune du district de Hodonín, dans la région de Moravie-du-Sud, en République tchèque. Sa population s'élevait à 1 421 habitants en 2020.

## Géographie
Dambořice se trouve à 9 km à l'ouest-sud-ouest de Ždánice, à 26 km au nord-ouest de Hodonín, à 29 km au sud-est de Brno et à 214 km au sud-est de Prague.
La commune est limitée par Kobeřice u Brna et Heršpice au nord, par Žarošice, Uhřice et Násedlovice à l'est, par Krumvíř au sud, et par Klobouky u Brna et Velké Hostěrádky à l'ouest.

## Histoire
La première mention écrite de la localité date de 1141.